# James Fiennes
Pour les articles homonymes, voir Fiennes (homonymie).
James Fiennes, 1er baron Saye and Sele (v. 1395 – 4 juillet 1450) est un soldat et politicien anglais.
Il est le fils de William Fiennes (1357 – 1401) et d'Elizabeth Batisford (morte avant 1407). Par son père il descend de Guy de Beauchamp, 10e comte de Warwick et chef de l'opposition des barons au roi Édouard II dans les années 1310.
Fiennes combat durant la Guerre de Cent Ans et sert comme shérif du Kent en 1436, du Surrey et du Sussex en 1438. Il est connétable de Douvres et Gouverneur des Cinq-Ports de 1447 à 1450, et Lord grand trésorier de 1449 à 1450.
Il est élu au Parlement de 1446 à 1449 et est créé Baron Saye and Sele par lettres patentes en 1447. Saye and Sele est dès lors un fervent soutien du duc de Suffolk William de la Pole, le principal conseiller du roi Henri VI.
Après l'exil et le meurtre de Suffolk en mai 1450, Saye and Sele est emprisonné dans la Tour de Londres avant d'être décapité devant une foule nombreuse lors du soulèvement de Jack Cade le 4 juillet 1450. Son gendre William Crowmer fut également tué lors de la rébellion. Son fils William lui succède à la tête de la baronnie.
Il apparaît dans le deuxième volet de la pièce Henry VI de William Shakespeare.